# Hevesi Gyula
Hevesi Gyula (Ungvár, 1890. november 21. – Budapest, 1970. február 25.) Kossuth-díjas magyar vegyészmérnök, közgazdász, politikus, a Magyar Tudományos Akadémia tagja.

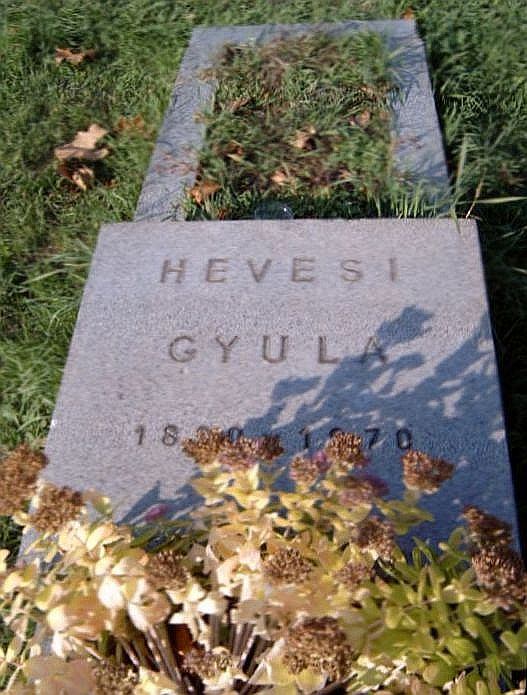
Sírja a Fiumei úti sírkertben

## Életútja
Hevesi Adolf és Polacsek (Pártos) Mária fiaként született zsidó családban. Középiskolai tanulmányait a budapesti Lovag utcai gimnáziumban folytatta. Ezután vegyészmérnöknek tanult a Királyi József Műegyetemen, ahol 1912-ben szerzett diplomát.
1913–1914 folyamán a pöstyéni fürdőigazgatóság műszaki konzulenseként, majd 1918-ig az Egyesült Izzólámpa és Villamossági Rt. üzem-, később kutatómérnökeként dolgozott. 1917-ben megszervezte és 1919-ig vezette az Alkalmazott Mérnökök Országos Szövetségét, a világ első szocialista mérnökszakszervezetét.
Az első világháború alatt részt vett a forradalmi szocialisták munkájában.
1918. december 29-én Budapesten feleségül vette Róthbart Irmát (Sinkó Ervin későbbi  feleségét), Róthbart Jakab és Rosenwald Janka lányát, ám ez a házasság hamarosan válással végződött. 1919. július 19-én Budapesten újból megnősült, felesége Stern Jolán, Stern Mózes és Auspitz Regina leánya lett.
1918–1919-ben a Kommunisták Magyarországi Pártja elméleti folyóiratát, az Internationale című lapot szerkesztette Komját Aladárral. Ugyanebben az időszakban a KMP Központi Bizottságának tagja, a Tanácsköztársaság idején pedig két hétig szocializálási népbiztoshelyettes, majd három és fél hónapig a szociális termelés népbiztosa volt (többek között Rákosi Mátyás társaként). A bukás után Bécsbe, Berlinbe, majd Olaszországba menekült, ahol a Società Bolognese di Elettricità munkatársa volt. Börtönbe került, szabadulását követően rövid ideig San Marinóban élt. Miután kiutasították, a Szovjetunióba utazott, és előbb Leningrádban, majd Moszkvában tevékenykedett. Itt megszervezte a Központi Műszaki és Közgazdasági Tájékoztató Intézetet. 1938-ban ismét letartóztatták. 1946-ig munkatáborban volt, majd – Moszkvából való kitiltása miatt – 1947 nyaráig Alekszandrovban tartózkodott.
1948-ban tért vissza Magyarországra. 1949 és 1951 között az Országos Találmányi Hivatal elnöke volt. Jelentős szerepet játszott a Műszaki és Természettudományi Egyesületek Szövetsége 1948-as és az Országos Műszaki Fejlesztési Bizottság 1961-es létrehozásában. 1949 októberében az MTA levelező, 1956 májusában rendes tagjává választották. 1951 és 1958, majd 1967 és 1970 között elnökségi tagként részt vett az intézmény irányításában. 1949-től 1956-ig a VI. Osztály titkári, 1956-tól 1960-ig az Akadémia titkári, 1960-tól 1967-ig alelnöki posztját töltötte be. 1960 és 1969 között az MTA Ipargazdasági Kutatócsoportjának igazgatója volt.
Az 1956-os forradalom után megszervezte a Táncsics Kört, és szerkesztette annak Magyarország című lapját. A kört – tartva „szektás” tagjaitól és attól, hogy akár politikai centrummá is válhat – még 1957 végén feloszlatta a hatalom. Ennek ellenére Hevesi 1959-től haláláig a Magyar Szocialista Munkáspárt Központi Bizottságának tagja volt.
A Fiumei úti sírkertben helyezték örök nyugalomra (Mm. B.12.).

## Munkássága
Az Egyesült Izzó kutatómérnökeként – Helfgott Ármin segítségével – fontos eljárásokat dolgozott ki gáztöltésű izzólámpák gyártására. A Szovjetunióban töltött évek alatt megoldotta a kiégett izzók gazdaságos regenerálásának problémáját, megszervezte a laboratóriumi üvegkészülékek és a különféle hőmérők nagyüzemi gyártását. 1929 és 1932 között kidolgozta a folyamatos ipari munkarendet, amely az alapvető iparágakban lehetővé tette a termelés jelentős növelését újabb beruházások mellőzésével. Az üzemi dolgozók (tovább)képzése céljából „üzemi iskolakombinátok”, „gyáregyetemek” létrehozását javasolta, részt vett ezek megvalósításában is. Megszervezte a Központi Műszaki és Közgazdasági Tájékoztató Intézetet, és a Legfelsőbb Népgazdasági Tanács találmányi osztályvezetőjeként támogatta a Sztahanov-mozgalom elterjesztését is.
Hazatérése után élénk tevékenységet fejtett ki az újítómozgalom fellendítése terén. Az Akadémia átszervezése utáni évtizedekben fontos szerepe volt a műszaki tudományok elismertetésében. Részt vett az első orosz–magyar és magyar–orosz műszaki szótárak szerkesztésében.
Az Acta technica Academiae Scientiarum Hungaricae és a Központi Népi Ellenőrzési Bizottság Népi Ellenőrzés című folyóirata főszerkesztője, a Magyar Tudományos Akadémia Műszaki Tudományok Osztályának Közleményei szerkesztője, az Újítók Lapja felelős szerkesztője és az Új magyar lexikon szerkesztőbizottságának tagja volt.

## Díjai, kitüntetései
Legmagasabb tudományos kitüntetése az 1963-ban elnyert Akadémiai Aranyérem volt.
Az állami elismerések közül 1950-ben megkapta a Magyar Népköztársasági Érdemrend harmadik és a Magyar Munka Érdemrend arany fokozatát, 1955-ben és 1969-ben a Munka Vörös Zászló Érdemrendjét, 1958-ban a Munka Érdemrendet. 1959-ben a Kossuth-díj második fokozatával tüntették ki „a műszaki tudományok és a gyakorlat kapcsolatának kiépítése, a magyar műszaki tudományos élet megszervezése terén kifejtett tevékenységéért”. 1965-ben a Munka Érdemrend arany fokozatával, 1967-ben Szocialista Hazáért érdemrenddel jutalmazták.

## Emlékezete
1970-ben utat neveztek el róla Újpalotán, ezt 1991-ben átkeresztelték Nyírpalota utcára. 1985 és 1998 között az ő nevét viselte a mai Bolyai János Fővárosi Gyakorló Műszaki Szakközépiskola és Kollégium.

## Főbb művei
- Az elektromos gépek szerkezete, felszerelése és kezelése; Pfeifer Manó, Bp., 1913 (Közhasznú könyvtár)
- Az acetilén. Előállítása és használata. Fejlesztő készülékek.Lámpák és fényszórók; Pfeifer Manó, Bp., 1913 (Közhasznú könyvtár)
- A gépkocsivezető kézikönyve. Előkészítő a soffőr vizsgára; Politzer, Bp., 1915 (A modern technika könyvtára)
- Az automobil és kezelése; 2., átdolg., bőv. kiad.; Politzer, Bp., 1917 (A modern technika könyvtára)
- A kommunista világforradalom műszaki és gazdasági szükségszerűsége. A termelés azonnali kommunizálásának műszaki és gazdasági feltételei. Tanulmányok az "Internationale" forradalom előtti számaiból; Közoktatásügyi Népbiztosság, Bp., 1919
- A Szovjetunió ipara (Budapest, 1950)
- Sztahánov útján. A magyar újítómozgalom fejlődése és feladatai (előszó: Apró Antal; Budapest, 1950)
- A tudomány és a termelés szocialista kapcsolatai (Budapest, 1953)
- Szociális termelés. A Magyar Tanácsköztársaság iparpolitikája (Budapest, 1959)
- Egy mérnök a forradalomban. Négy évtized történelmi időkben. Visszaemlékezés; Európa, Budapest, 1959; 1965
- Folyamatos munkarendek alkalmazásának gazdasági, szervezési és szociális kérdései (Budapest, 1966)
- Tanulmányok (bev.: Bognár Géza és Korach Mór; Akadémiai, Budapest, 1976)